# Heimrad Prem
Heimrad Prem (* 27. Mai 1934 in Roding, Oberpfalz; † 19. Februar 1978 in München) war ein deutscher Maler der Nachkriegszeit.

## Leben und Werk
Prem machte im Jahre 1949 seinen Hauptschulabschluss und begann eine Lehre zum Dekorationsmaler, von 1952 bis 1957 ein Studium der Malerei an der Akademie der bildenden Künste in München bei Toni Stadler und darauf ein Studium der Bildhauerei an der Hochschule für bildende Künste in Berlin bei Ernst Schumacher. Gemeinsam mit HP Zimmer, Lothar Fischer und Helmut Sturm gründete er 1958 die Gruppe SPUR, eine Arbeits- und Lebensgemeinschaft, die sich gegen die Starrheit der Nachkriegszeit richtete. Im Jahr 1964 wurden Arbeiten von ihm auf der documenta III in Kassel in der Abteilung Malerei gezeigt. Mehrere Werke von Prem aus der Schenkung Otto van de Loo werden in der Kunsthalle Emden ausgestellt.
Heimrad Prem war Mitglied im Deutschen Künstlerbund. 1971 unternahm er einen Suizidversuch. 1978 nahm er sich gemeinsam mit einer Freundin das Leben.
Die Kunsthistorikerin Pia Dornacher hat ein Werkverzeichnis erstellt.

## Ausstellungen
- 1995/1996: Heimrad Prem – Retrospektive, Bonner Kunstverein, Kunsthalle zu Kiel, Kunstverein Wolfsburg, Heidelberger Kunstverein, Städtische Galerie im Lenbachhaus und Kunstbau, München[3][4]

## Film
- Peter Buchka: Aufbruch in die Vielfalt: Heimrad Prem und die Gruppe Spur. Bayerischer Rundfunk 1995. 28 Minuten.